# Olga Zabelinskaya
Olga Sergeyevna Zabelinskaya (em russo:  Ольга Серге́евна Забелинская; São Petersburgo, 10 de maio de 1980) é uma ciclista profissional russa. Zabelinskaya qualificou-se para os Jogos Olímpicos de Verão de 2012 em Londres, onde conquistou medalhas de bronze na corrida de estrada e no contrarrelógio, tornando-se a primeira ciclista russa a ganhar duas medalhas olímpicas em provas de estrada.
Em 1997, ela duas vezes se tornou a campeã mundial júnior, em corridas individuais de estrada e pista. Ela não competiu nos Jogos Olímpicos de 2004, devido à sua gravidez. Em 2006, Zabelinskaya desligou-se do ciclismo, mas retornou em 2009.

## Dopagem positivo
No mês de julho de 2014, foi relatado que Zabelinskaya havia testado positivo para octopamina em uma corrida internacional no sprint.

## Vida pessoal
Zabelinskaya é filha do ex-ciclista campeão olímpico, Sergei Sukhoruchenkov. Eles foram separados e só se conheceram quando Zabelinskaya tinha dezesseis anos. Ela tem dois filhos. A partir de agosto de 2012, ela passa os invernos em Chipre, onde ela treina, e verões em São Petersburgo, sua terra natal.